# The Patriot – Kampf ums Überleben
The Patriot – Kampf ums Überleben ist ein US-amerikanischer Actionfilm aus dem Jahr 1998 von Dean Semler. Die Hauptrolle spielt Steven Seagal als Dr. Wesley McClaren.

## Handlung
Der Arzt und ehemalige Geheimdienst-Mitarbeiter Dr. Wesley McClaren lebt mit seiner Tochter in der Kleinstadt Ennis in Montana, nachdem er seinen Dienst bei der CIA quittiert hat. Als Ureinwohner Amerikas legt er besonderen Wert auf Naturheilkunde und behandelt auch Menschen, welche sich eine medizinische Versorgung eigentlich nicht leisten können. Doch die Kleinstadtidylle wird durch den ebenfalls dort lebenden Floyd Chisolm getrübt. Floyd ist ein bundesweit gesuchter Neo-Nazi und Anführer einer schwer bewaffneten Milizgruppe. Er stellt sich dem FBI, doch zuvor setzen er und seine Truppe ein tödliches, von der CIA gestohlenes Toxin frei. Allerdings in dem Glauben, das Gegenmittel bereits selbst genommen zu haben.
Nach und nach erkrankt die ganze Stadt an dem Gift und die US-Regierung stellt das Gelände unter militärische Quarantäne. Seuchenexperten und Biochemiker errichten eine provisorische Forschungsstation. Floyd muss inzwischen erkennen, dass das vermeintliche Gegenmittel wirkungslos ist. Seine Gefolgsleute befreien ihn gewaltsam aus der Haft und bringen die Stadt unter ihre Kontrolle. Durch eine routinemäßig durchgeführte Blutuntersuchung erkennen sie, dass McClarens Tochter immun gegen das Virus erscheint. Um ein wirksames Gegenmittel herstellen zu können, brauchen sie große Mengen ihres Blutes, was allerdings ihren Tod bedeuten würde.
Daraufhin fliehen die beiden und McClaren forscht in seinem ehemaligen Labor verzweifelt nach einem Gegenmittel. Durch Zufall findet er tatsächlich die Lösung: Die Blüten einer einfachen Pflanze, welche schon von den Ureinwohnern als Medizin verwendet wurde.

## Kritik
„Einmal mehr rückt der schauspielerisch untalentierte Steven Seagal in die Rolle des Heilsbringers, der seine schlagkräftige Rolle durch homöopathische Dosen esoterischer Binsenweisheiten vollends unerträglich macht. Unterm Strich ein handelsüblicher brutaler Actionfilm mit unzähligen Kampfsequenzen.“

Rotten Tomatoes wertete 9 Kritiken aus, von denen 8 negativ waren.

## Hintergrund
Steven Seagal wurde in diesem Film ausnahmsweise – und zum ersten und einzigen Mal – von Manfred Lehmann synchronisiert.